# Úrvalsdeild (2005)
Sezon 2005 był 94. sezonem o mistrzostwo Islandii. Drużyna FH obroniła tytuł mistrzowski, zdobywając czterdzieści osiem punktów w osiemnastu meczach. Po sezonie spadły zespoły Fram i Þróttur Reykjavík.

## Drużyny
Po sezonie 2004 z ligi spadły zespoły Víkingur Reykjavík i KA Akureyri, z 1. deild awansowały natomiast drużyny Valur i Þróttur Reykjavík.
| Uczestnicy poprzedniej edycji                                                                                 | Uczestnicy poprzedniej edycji | Uczestnicy poprzedniej edycji | Uczestnicy poprzedniej edycji |
| --- | ----------------------------- | ----------------------------- | ----------------------------- |
| FH | FH                            | 1                             |                               |
| ÍBV | ÍB Vestmannaeyja              | 2                             |                               |
| ÍA | Akraness                      | 3                             |                               |
| FYL | Fylkir                        | 4                             |                               |
| ÍBK | Keflavík                      | 5                             |                               |
| KRE | KR                            | 6                             |                               |
| GRI | Grindavík                     | 7                             |                               |
| FRA | Fram                          | 8                             |                               |
| Awans z 1. deild                                                                                              |                               |                               |                               |
| VAL | Valur                         | 1                             |                               |
| ÞRR | Þróttur Reykjavík             | 2                             |                               |
| Oznaczenia: - kolumna pierwsza – skróty nazw drużyn, - kolumna trzecia – miejsce zajęte w poprzednim sezonie. |                               |                               |                               |

## Tabela
| Lp. | Drużyna               | M  | Z  | R | P  | Bramki | Bramki | Różn. | Pkt | Uwagi                                       |
| --- | --------------------- | -- | -- | - | -- | ------ | ------ | ----- | --- | ------------------------------------------- |
| 1   | FH (M)                | 18 | 16 | 0 | 2  | 53     | 11     | +42   | 48  | Liga Mistrzów UEFA • I runda kwalifikacyjna |
| 2   | Valur                 | 18 | 10 | 2 | 6  | 29     | 16     | +13   | 32  | Puchar UEFA • I runda kwalifikacyjna1       |
| 3   | Akraness              | 18 | 10 | 2 | 6  | 24     | 20     | +4    | 32  | Puchar UEFA • I runda kwalifikacyjna        |
| 4   | Keflavík              | 18 | 7  | 6 | 5  | 28     | 31     | −3    | 27  | Puchar Intertoto • I runda                  |
| 5   | Fylkir                | 18 | 8  | 2 | 8  | 28     | 28     | 0     | 26  |                                             |
| 6   | KR                    | 18 | 8  | 1 | 9  | 22     | 24     | −2    | 25  |                                             |
| 7   | Grindavík             | 18 | 5  | 3 | 10 | 23     | 41     | −18   | 18  |                                             |
| 8   | ÍB Vestmannaeyja      | 18 | 5  | 2 | 11 | 18     | 30     | −12   | 17  |                                             |
| 9   | Fram (S)              | 18 | 5  | 2 | 11 | 19     | 32     | −13   | 17  | Spadek do 1. deild                          |
| 10  | Þróttur Reykjavík (S) | 18 | 4  | 4 | 10 | 21     | 32     | −11   | 16  | Spadek do 1. deild                          |

## Wyniki
| Gospodarz \ Gość  | ÍA  | FRA | FYL | GRI | FH  | KRE | ÍBK | VAL | ÍBV | ÞRR |
| Akraness          |     | 1:2 | 0:3 | 3:2 | 2:1 | 2:1 | 1:2 | 1:2 | 2:0 | 1:0 |
| Fram              | 0:0 |     | 1:2 | 0:1 | 1:5 | 0:4 | 2:3 | 2:1 | 3:0 | 3:0 |
| Fylkir            | 2:3 | 1:1 |     | 2:1 | 2:5 | 1:2 | 0:1 | 1:2 | 1:0 | 0:1 |
| Grindavík         | 1:3 | 3:1 | 3:0 |     | 1:5 | 0:0 | 2:1 | 0:1 | 2:1 | 1:1 |
| FH                | 2:0 | 3:1 | 1:2 | 8:0 |     | 2:0 | 2:0 | 2:0 | 3:0 | 3:1 |
| KR                | 0:2 | 1:0 | 1:3 | 3:1 | 0:1 |     | 1:3 | 2:0 | 1:0 | 3:2 |
| Keflavík          | 0:1 | 2:1 | 2:2 | 1:1 | 0:3 | 2:1 |     | 1:5 | 2:2 | 3:3 |
| Valur             | 2:0 | 3:0 | 3:1 | 3:1 | 0:1 | 3:0 | 0:0 |     | 1:1 | 1:2 |
| ÍB Vestmannaeyja  | 0:2 | 2:0 | 0:3 | 5:1 | 0:1 | 2:1 | 2:3 | 1:0 |     | 2:0 |
| Þróttur Reykjavík | 0:0 | 0:1 | 1:2 | 3:2 | 1:5 | 0:1 | 2:2 | 0:2 | 4:0 |     |

Źródło:  (ang.)
Objaśnienia:
1Drużyna gospodarzy jest wymieniona po lewej stronie tabeli.
Kolory: zielony – zwycięstwo gospodarzy, żółty – remis, różowy – zwycięstwo gości.

## Najlepsi strzelcy
| Bramki | Strzelcy                     | Drużyna      |
| ------ | ---------------------------- | ------------ |
| 16     | Tryggvi Guðmundsson          | FH           |
| 13     | Allan Borgvardt              | FH           |
| 9      | Hörður Sveinsson             | Keflavík     |
| 8      | Garðar Bergmann Gunnlaugsson | Valur        |
| 7      | Guðmundur Steinarsson        | Keflavík     |
| 7      | Matthías Guðmundsson         | Valur        |
| 6      | Björgólfur Hideaki Takefusa  | Fylkir       |
| 6      | Hjörtur Hjartarson           | Akraness     |
| 6      | Grétar Hjartarson            | KR           |
| 5      | 6 zawodników                 | 6 zawodników |